# Camino de la Piedad
El camino de la Piedad es una vía pública de la ciudad española de Segovia.

## Descripción

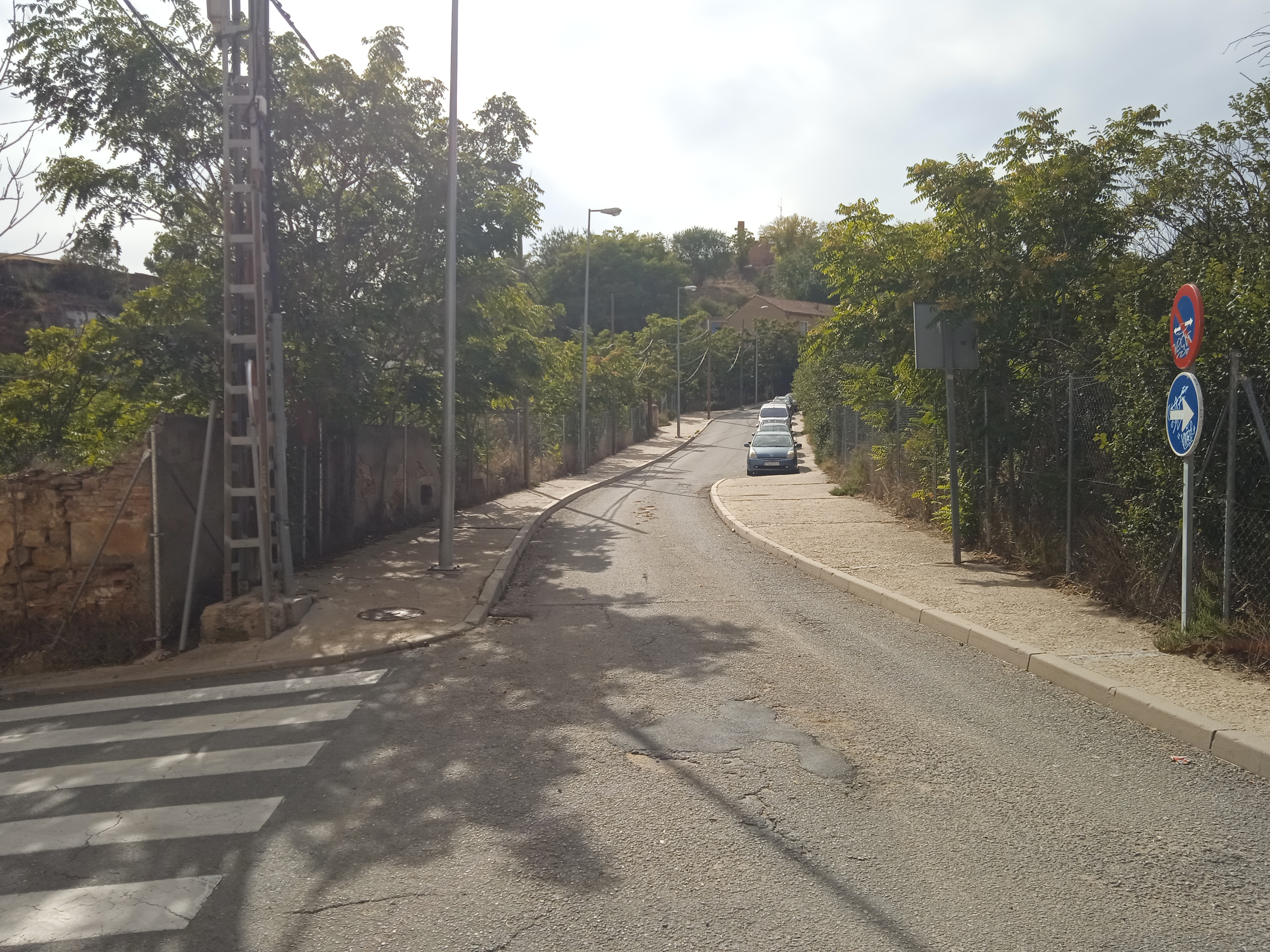
Camino de la Piedad dirección a la homónima ermita

La vía, que debe el título a una antigua capilla de ese nombre, nace del paseo de Ezequiel González y llega hasta la calle del 3 de Abril. El camino aparece descrito en Las calles de Segovia (1918) de Mariano Sáez y Romero con las siguientes palabras:

Piedad (Camino de la).—Desde el Paseo, hoy de D. Ecequiel González, se dirige en empinada cuesta a la alta explanada conocida por la Piedad. Al comienzo del camino hubo en tiempos una vaquería con servicio de leche para los paseantes de esta parte de la población, una estación avícola con incubadora artificial, un velódromo, el tiro de pichón que en época oportuna se establecía todos los domingos con gran concurrencia de tiradores. Siguiendo cuesta arriba, se ven varias cruces de piedra, las que comienzan cerca del Paseo de los Tilos en la bajada del Salón y llegan a lo alto de la Piedad, donde terminan el Calvario con la triple presentación de las cruces que representan el Martirio de Jesucristo y las que recorren y ante ellas hace sus rezos una cofradía de fieles en la mañana del Viernes Santo. Arriba existe la capilla de la Piedad, con un pequeño cuadro en su altar, tan pequeña, que apenas caben en ella dos personas y como recuerdo de otra mandada fabricar por Enrique IV en 1463, y que fué quemada cuando la invasión francesa. Por esta capilla de la Piedad y terminación del Vía Crucis, toma su nombre este camino. Si bien es fatigosa esta subida, es más suave haciéndola por la carretera de Villacastín, y bien puede perdonarse el cansancio por el esplendente y magnífico panorama que desde el alto se divisa de toda la Ciudad, con sus torres, casas, murallas, arbolado, desigualdades en todas las edificaciones que la hacen más interesante al observador, y coronando el caserío la hermosa perspectiva de la sierra Carpetana, extendida desde los límites del horizonte, y que hace que sea ésta una de las mejores vistas de Segovia, aquí donde tantas y tan bellas se contemplan desde sitios diferentes.
(Sáez y Romero, 1918, pp. 130-131)